# Вайтінсвілл (Массачусетс)
Вайтінсвілл (англ. Whitinsville) — переписна місцевість (CDP) в США, в окрузі Вустер штату Массачусетс. Населення — 6750 осіб (2020).

## Географія
Вайтінсвілл розташований за координатами 42°7′9″ пн. ш. 71°40′19″ зх. д. / 42.11917° пн. ш. 71.67194° зх. д. (42.119228, -71.671822).  За даними Бюро перепису населення США в 2010 році переписна місцевість мала площу 10,45 км², з яких 9,44 км² — суходіл та 1,01 км² — водойми.

## Демографія
Згідно з переписом 2010 року, у переписній місцевості мешкали 6704 особи в 2475 домогосподарствах у складі 1682 родин. Густота населення становила 642 особи/км².  Було 2613 помешкання (250/км²).
Расовий склад населення:
| - 95,2 % — білих - 1,1 % — азіатів - 0,8 % — чорних або афроамериканців - 0,2 % — корінних американців - 1,0 % — осіб інших рас |

До двох чи більше рас належало 1,7 %. Частка іспаномовних становила 3,8 % від усіх жителів.
За віковим діапазоном населення розподілялося таким чином: 28,1 % — особи молодші 18 років, 59,9 % — особи у віці 18—64 років, 12,0 % — особи у віці 65 років та старші. Медіана віку мешканця становила 37,2 року. На 100 осіб жіночої статі у переписній місцевості припадало 91,8 чоловіків;  на 100 жінок у віці від 18 років та старших — 87,4 чоловіків також старших 18 років.
Середній дохід на одне домашнє господарство  становив 75 265 доларів США (медіана — 67 141), а середній дохід на одну сім'ю — 88 119 доларів (медіана — 75 959). Медіана доходів становила 59 637 доларів для чоловіків та 35 982 долари для жінок. За межею бідності перебувало 9,2 % осіб, у тому числі 11,7 % дітей у віці до 18 років та 12,0 % осіб у віці 65 років та старших.
Цивільне працевлаштоване населення становило 3428 осіб. Основні галузі зайнятості: освіта, охорона здоров'я та соціальна допомога — 28,4 %, науковці, спеціалісти, менеджери — 12,7 %, виробництво — 10,8 %.